# Flughafen Recife

i7
i11
i13
Der Aeroporto Internacional do Recife/Guararapes - Gilberto Freyre (IATA-Code: REC, ICAO-Code: SBRF) ist ein internationaler Flughafen in der brasilianischen Stadt Recife, im Bundesstaat Pernambuco. Der Flughafen liegt im Stadtteil Imbiribeira und ist 14 km von der Innenstadt entfernt. Die Geschichte geht auf das Jahr 1948 zurück, als der Parque do Encanta Moça im Rahmen des Zweiten Weltkriegs geschaffen wurde.
Im Jahr 2018 wurde der Flughafen von 8.422.566 Passagieren, darunter 539.282 Passagiere auf internationalen Flügen, frequentiert. Er ist damit der achtgrößte Flughafen Brasiliens. Die Kapazität wurde in den letzten Jahren von 1,5 Millionen auf 16,5 Millionen Passagiere pro Jahr erweitert.

## Fluggesellschaften und Ziele
Der Flughafen wird von den brasilianischen Fluggesellschaften Azul Linhas Aéreas, Gol Linhas Aéreas und LATAM Airlines Brasil genutzt. TAP Air Portugal bietet mit Stand August 2022 täglich eine Verbindung von und nach Lissabon mit Airbus A330-900 an.

## Wirtschaft
Im Juli 2004 eröffnete ein Einkaufszentrum mit etwa 142 Geschäften und ein Freizeit-Bereich, unter Verwendung des „Aeroshopping“-Konzepts. Somit entstand im Flughafen ein Zentrum für Arbeit und kommerzielle Nutzung auf einer Fläche von 52.000 Quadratmeter. Auf dem angrenzenden Parkplatz gibt es drei Ebenen mit einer Gesamtkapazität für 2080 Fahrzeuge, zuvor waren es 500 Parkplätze.

## Verkehrszahlen
| Jahr | Fluggastaufkommen | Fluggastaufkommen | Fluggastaufkommen | Fluggastaufkommen | Fluggastaufkommen | Fluggastaufkommen | Luftfracht (Tonnen) (mit Luftpost) | Luftfracht (Tonnen) (mit Luftpost) | Flugbewegungen | Flugbewegungen |
| Jahr | National          | National          | International     | International     | Gesamt            | Gesamt            | Luftfracht (Tonnen) (mit Luftpost) | Luftfracht (Tonnen) (mit Luftpost) | Flugbewegungen | Flugbewegungen |
| ---- | ----------------- | ----------------- | ----------------- | ----------------- | ----------------- | ----------------- | ---------------------------------- | ---------------------------------- | -------------- | -------------- |
| 2018 | 7.883.284         | 0+6,48 %          | 539.282           | +44,49 %          | 8.422.566         | 0+8,30 %          | 50.446                             | +16,95 %                           | 78.766         | +4,88 %        |
| 2017 | 7.403.644         | +12,79 %          | 373.237           | +50,82 %          | 7.776.881         | +14,17 %          | 43.136                             | 0+6,56 %                           | 75.099         | 0+8,67 %       |
| 2016 | 6.564.196         | 0+2,10 %          | 247.480           | 0–8,87 %          | 6.811.676         | 0+1,66 %          | 40.479                             | –12,72 %                           | 69.108         | 0–4,12 %       |
| 2015 | 6.429.127         | 0–6,68 %          | 271.569           | 0–9,82 %          | 6.700.696         | 0–6,81 %          | 46.378                             | –11,65 %                           | 72.080         | 0–4,43 %       |
| 2014 | 6.889.246         | 0+4,73 %          | 301.135           | +14,86 %          | 7.190.381         | 0+5,12 %          | 52.495                             | +10,65 %                           | 75.418         | 0–7,83 %       |
| 2013 | 6.578.110         | 0+5,74 %          | 262.166           | +23,43 %          | 6.840.276         | 0+6,32 %          | 47.443                             | 0+1,81 %                           | 81.824         | 0–1,41 %       |
| 2012 | 6.221.013         | 0+1,35 %          | 212.397           | –13,42 %          | 6.433.410         | 0+0,78 %          | 46.600                             | –23,42 %                           | 82.997         | 0–0,77 %       |
| 2011 | 6.138.063         | 0+6,73 %          | 245.306           | +17,83 %          | 6.383.369         | 0+7,12 %          | 60.854                             | +37,43 %                           | 83.638         | 0+8,17 %       |
| 2010 | 5.750.799         | 5.750.799         | 208.183           | 208.183           | 5.958.982         | +13,49 %          | 44.279                             | 0–1,07 %                           | 77.322         | +16,42 %       |
| 2009 | -                 | -                 | -                 | -                 | 5.250.565         | +12,20 %          | 44.758                             | –21,84 %                           | 66.415         | 0+2,77 %       |
| 2008 | -                 | -                 | -                 | -                 | 4.679.457         | +11,73 %          | 57.264                             | 0–5,16 %                           | 64.625         | 0+8,10 %       |
| 2007 | -                 | -                 | -                 | -                 | 4.188.081         | 0+5,92 %          | 60.381                             | 0–3,85 %                           | 59.781         | 0+3,41 %       |
| 2006 | -                 | -                 | -                 | -                 | 3.953.845         | 3.953.845         | 62.795                             | 62.795                             | 57.812         | 57.812         |

1. ↑  Ab 2010 wird auch Transitfracht berücksichtigt.

## Zwischenfälle
- Am 1. November 1961 wurde eine Douglas DC-7C der Panair do Brasil (Luftfahrzeugkennzeichen PP-PDO) auf dem Weg vom Flughafen Sal (Kap Verde) in einen 84 Meter hohen Hügel geflogen. Die zuerst in Lissabon gestartete Maschine war im nächtlichen Endanflug auf den Flughafen Recife, als sie 2,7 Kilometer vor der Landebahn ins Gelände flog. Von den 88 Insassen wurden 45 getötet.[3]

- Am 15. Juli 1968 verunglückte eine Curtiss C-46 Super C Commando der brasilianischen VARIG (PP-VBJ) in den Bergen Serra dos Coelhos nahe Gravatá (Brasilien), noch 72 Kilometer westlich vom Ziel, dem Flughafen Recife entfernt. Alle 3 Besatzungsmitglieder, die einzigen Insassen auf dem Frachtflug, kamen ums Leben.[4]

- Am 28. Juli 1968 wurde eine von Flughafen Suriname/Zanderij (Surinam) kommende Douglas C-124C Globemaster II der United States Air Force (USAF) (51-5178) 80 Kilometer nordwestlich von Recife (Brasilien) während des Anflugs auf den Flughafen Recife (Brasilien) gegen einen nur 576 Meter hohen Hügel geflogen. Durch diesen CFIT (Controlled flight into terrain) wurden alle 10 Besatzungsmitglieder getötet.[5]

- Am 11. November 1991 kam es an einer Embraer EMB 110P1 der Nordeste Linhas Aéreas (PT-SCU) beim nächtlichen Startlauf auf dem Flughafen Recife zu einem uneingedämmten Triebwerkschaden, bei dem das Triebwerk in Brand geriet. Anstatt den Start abzubrechen, setzte der Kapitän diesen fort. Nach dem Abheben lösten sich brennende Triebwerksteile von der Maschine und fielen zu Boden. Kurze Zeit später kam es zum Kontrollverlust, die Maschine stürzte 500 Meter nordöstlich vom Flughafen auf einen öffentlichen Platz im Stadtgebiet von Recife und explodierte. Dabei kamen alle 15 Insassen der Embraer und 2 Personen am Boden ums Leben. Als Unfallursachen wurden Wartungsfehler und eine mangelhafte Pilotenausbildung durch die Fluggesellschaft festgestellt (siehe auch Nordeste-Linhas-Aéreas-Flug 115).

- Am 13. Juli 2011 kam es an einer Let L-410UVP-E20 der NOAR Linhas Aéreas (PR-NOB) beim Startlauf auf dem Flughafen Recife zu einem Triebwerksschaden. Der Kapitän zog die Maschine dennoch hoch und versuchte, sie in der Luft zu halten. Der Erste Offizier versuchte vergeblich, den Kapitän zu überzeugen, eine Notlandung auf einem nahegelegenen Strand zu unternehmen. Dieser lehnte dies ab und versuchte, den Flughafen zu erreichen. Kurz darauf kam es zu einem Strömungsabriss und die Maschine stürzte ab, wobei alle 16 Personen an Bord starben (siehe auch NOAR-Linhas-Aéreas-Flug 4896).